# پروانه‌ماهی کوچک
پروانه‌ماهی کوچک (نام علمی: Chaetodon bennetti) نام یک گونه از سرده پروانه‌ماهی است.